# Justin Larutan
Justin Larutan (* 6. Dezember 1967 in Stuttgart) ist ein deutscher Schriftsteller.

## Leben
Justin Larutan ist das literarische Pseudonym des Kulturwissenschaftlers Jürgen Riethmüller. Im Jahr 1998 erschien sein erster Roman Tangens.
Zwei Jahre später folgte Das Attentat, ein Versuch, Popliteratur mit Politik zu verknüpfen. Gleichfalls 2000 und im Jahr 2003 veröffentlichte Larutan die beiden Kriminalromane Kidnapped in Benztown und Lobenrots Echo. 2016 und 2018 folgten mit Wer mordet schon in Stuttgart? und Tod im Europaviertel zwei Kriminalromane und ein Sachbuch im Gmeiner-Verlag.
Daneben erschienen verschiedene Kurzgeschichten in den unterschiedlichsten Literaturzeitschriften. Im Jahr 2006 startete das inzwischen beendete Netzliteraturprojekt "www.larutan.de – eine literarische Auslöschung".
Larutan lebt und arbeitet in Stuttgart.

## Werke (Auswahl)
- Tangens. Roman. Battert-Verlag, Baden-Baden 1998, ISBN 3-87989-261-X.
- Das Attentat. Roman. Lautsprecher-Verlag, Freiburg/B. 2000, ISBN 3-932-902-15-7.
- Kidnapped in Benztown. Roman. KBV-Verlag, Hamm 2000, ISBN 3-934638-80-5.
- Lobenrots Echo. Ein Frank-Vondeka-Krimi. KBV-Verlag, Hamm 2003, ISBN 3-937001-01-8.
- Wer mordet schon in Stuttgart?. Gmeiner Verlag, Meßkirch 2016, ISBN 978-3-8392-1862-4.
- Tod im Europaviertel. Gmeiner Verlag, Meßkirch 2018, ISBN 978-3-8392-2312-3